# Lamonzie-Saint-Martin
Lamonzie-Saint-Martin is een gemeente in het Franse departement Dordogne (regio Nouvelle-Aquitaine). De plaats maakt deel uit van het arrondissement Bergerac. Lamonzie-Saint-Martin telde op 1 januari 2022 2.745 inwoners.

## Geografie
De oppervlakte van Lamonzie-Saint-Martin bedraagt 20,64 km², de bevolkingsdichtheid is 126 inwoners per km² (per 1 januari 2019).
De onderstaande kaart toont de ligging van Lamonzie-Saint-Martin met de belangrijkste infrastructuur en aangrenzende gemeenten.

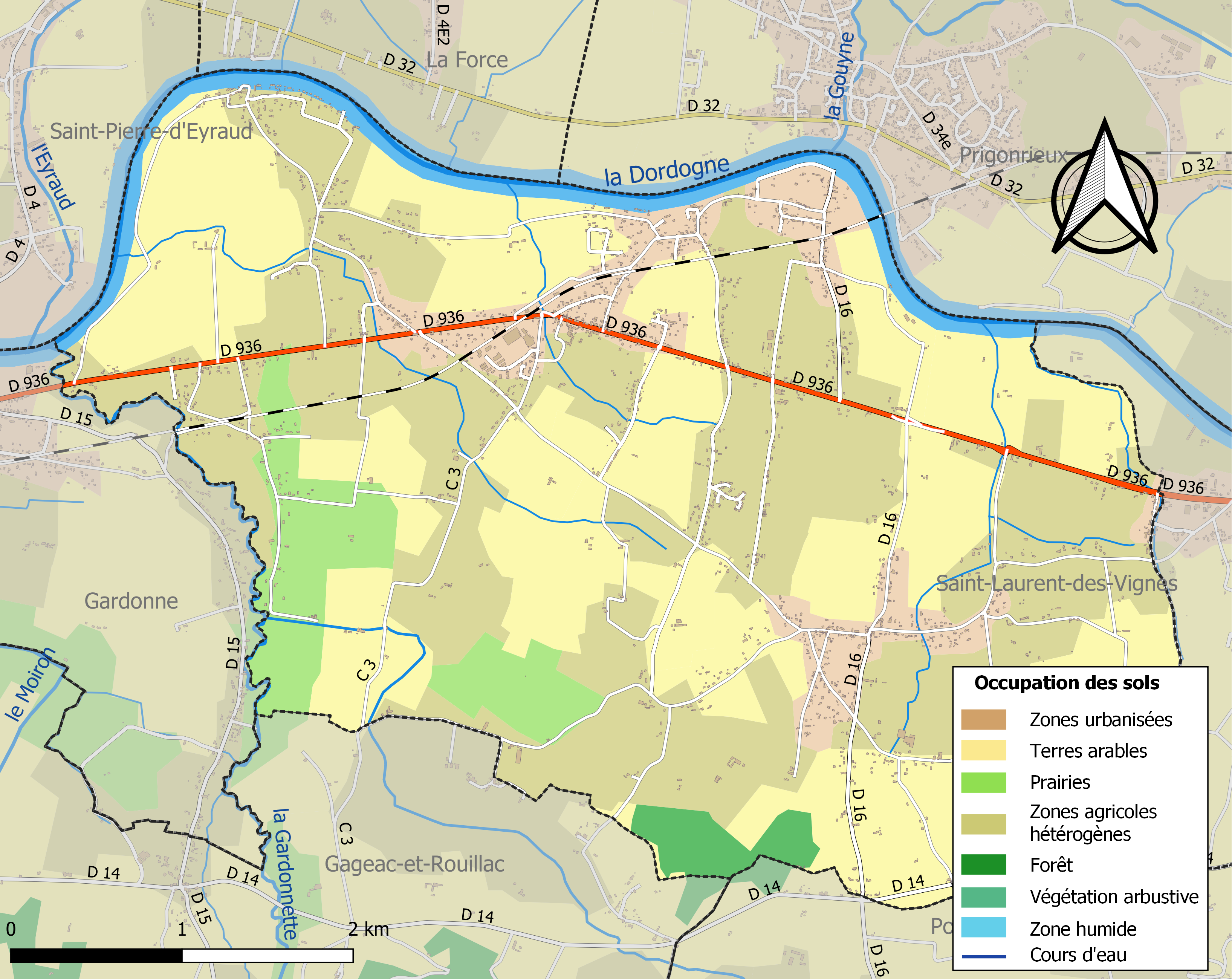

## Verkeer
In de gemeente ligt de spoorweghalte Lamonzie-Saint-Martin .

## Demografie
Onderstaande figuur toont het verloop van het inwonertal (bron: INSEE-tellingen).